# غاردينر غريني
غاردينر غريني (بالإنجليزية: Gardiner Greene)‏ هو شخصية أعمال أمريكي، ولد في 23 سبتمبر 1753 في بوسطن في الولايات المتحدة، وتوفي بنفس المكان في 1832.

## معرض صور

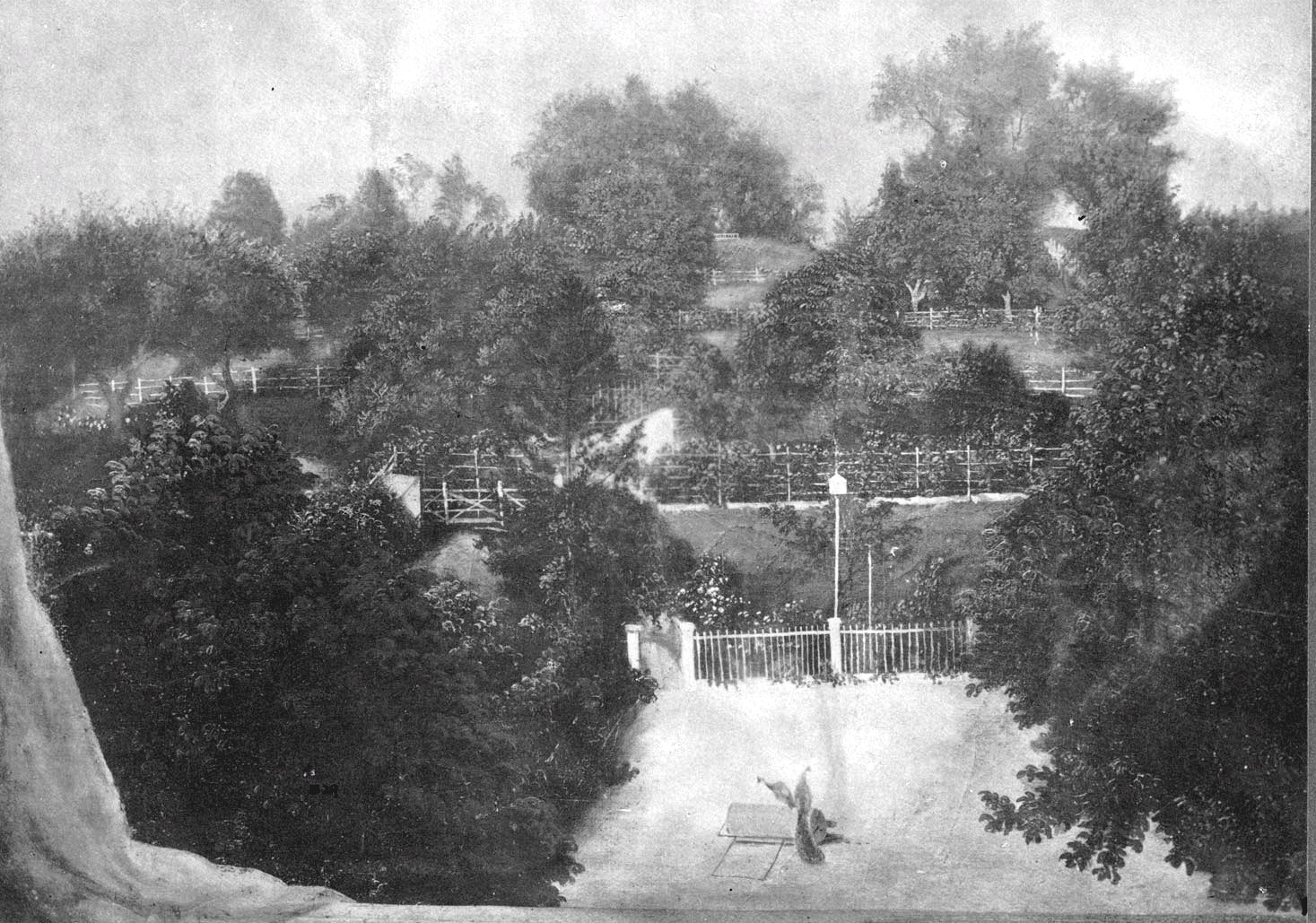
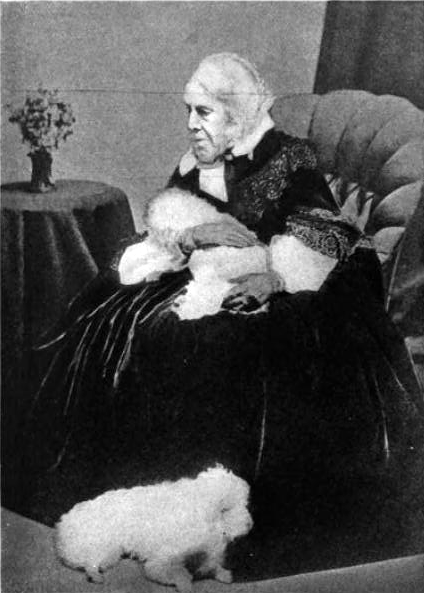
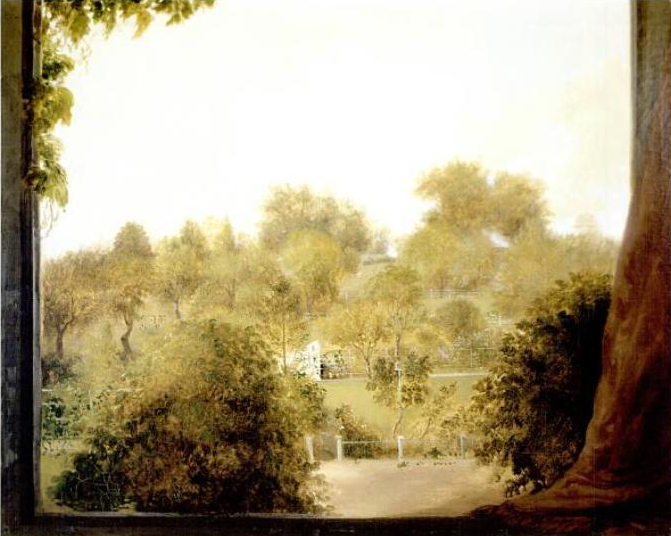
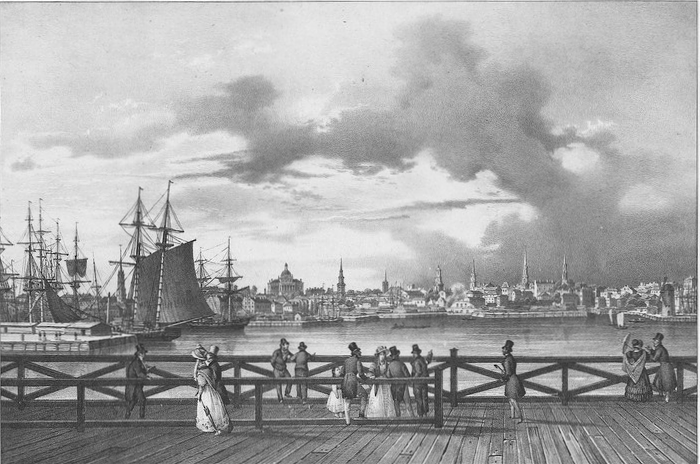
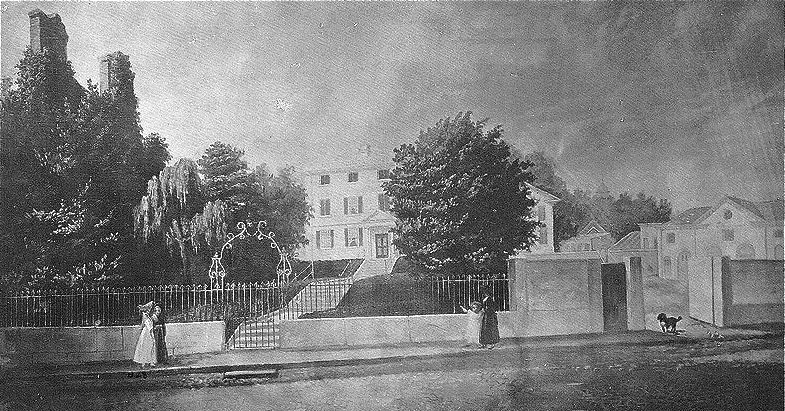
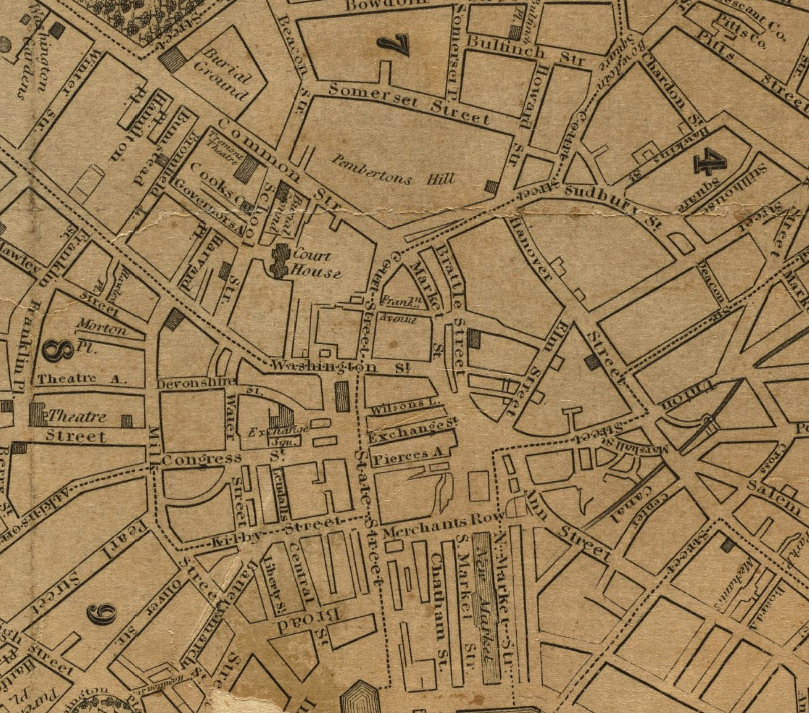